# Jachtdecreet (Vlaanderen)
Het Jachtdecreet is een wet die werd uitgevaardigd op 24 juli 1991 door de Vlaamse regering en tot doel heeft het verstandig gebruik van wildsoorten en hun leefgebieden te regelen. De jachtdaad is de handeling waarbij het wild gedood of gevangen wordt, alsmede de handeling waarbij dat wild met dat doel opgespoord en achtervolgd wordt. In dit decreet wordt het woord jagen gebruikt in de betekenis van het stellen van een jachtdaad.
Om het onderscheid te maken met de federale Belgische wetten, worden de wetten die enkel in het Vlaams Gewest gelden, Vlaamse decreten genoemd. Het jachtdecreet is een kaderwet waaraan Uitvoeringsbesluiten van de Vlaamse Regering verbonden zijn.
Het jachtdecreet verving voor het Vlaams Gewest grotendeel de Jachtwet van 28 februari 1882. Op zijn beurt kwam deze laatste in de plaats van de wet van 26 februari 1846, reeds gewijzigd door de wet van 29 maart 1873.

## Basisgedachten
Het jachtdecreet gaat uit van drie basisoverwegingen : (a) De jacht is een historisch feit in West-Europa en heeft aldus bestaansrecht; (b) de jacht is, biologisch bekeken, aanvaardbaar zolang zij het evenwicht in de bejaagde populatie niet verstoort of zij deze populatie alleen maar terugbrengt tot een voor de samenleving en het natuurbehoud aanvaardbaar peil; (c) de jacht is maatschappelijk aanvaardbaar zolang zij rekening houdt met de rechten en de plichten van elke burger. Het recht van een jager houdt op waar het recht van zijn buurjager, van de landbouwer of van de natuurbeschermer begint.

## Inhoud

### Jachttijden
De Vlaamse regering bepaalt minstens vijfjaarlijks de data van opening en van de sluiting van de jacht.
De Vlaamse regering kan het jagen op de door haar aan te duiden wildsoorten per beheerseenheid of per jachtterrein, afhankelijk stellen van het bezit van een door of namens haar goedgekeurd afschotplan. Voor het jagen op grof wild is een afschotplan verplicht.
Het is verboden te jagen tussen de officiële zonsondergang en de officiële zonsopgang.
De Vlaamse regering kan echter het schieten van wild in het kader van een door of namens haar goedgekeurd afschotplan toestaan van een uur voor de officiële zonsopgang tot een uur na de officiële zonsondergang.

### De houder van het jachtrecht en de jachtterreinen
Het is verboden te eniger tijd en op enigerlei wijze te jagen op andermans grond zonder uitdrukkelijke toestemming van de eigenaar of zijn rechthebbende. In geval van betwisting inzake het jachtrecht op hetzelfde perceel heeft hij die een schriftelijk akkoord van de eigenaar kan voorleggen, het jachtrecht. Elke houder van het jachtrecht die op welke wijze ook van zijn recht gebruikmaakt, is verplicht een door hem opgemaakt plan van zijn jachtterrein met aanduiding van de percelen waarbinnen hij geen jachtrecht heeft, in te dienen. Bedoeld plan kan door belanghebbenden ingezien worden zowel bij de arrondissementscommissaris als op het provinciaal kantoor van het Agentschap voor Natuur en Bos ( ANB ).
De jacht met het geweer is verboden op elk terrein waarvan de aaneengesloten oppervlakte minder bedraagt dan veertig hectare. Het is verboden op minder dan honderdvijftig meter van woningen of gebouwen vuurwapens af te vuren in de richting van deze laatste. De jacht met het geweer op waterwild is evenwel toegestaan op terreinen van geringere oppervlakte dan hierboven bepaald, mits deze terreinen, op het ogenblik dat de jacht wordt uitgeoefend, een minimum aaneengesloten wateroppervlakte van drie hectare omvatten waarop de jacht toegestaan is.
Het is verboden te jagen op de spoorwegen en hun aanhorigheden. Het is aan ieder ander dan de aangelande eigenaar of zijn rechthebbende verboden te jagen op de openbare wegen en op de spoorwegbermen. De aangelande eigenaar of zijn rechthebbende mag op de spoorwegbermen van dit recht echter alleen gebruikmaken om met buidels en fretten op konijnen te jagen.
Het is verboden om honden te laten jagen of rondlopen op gronden waarvan het jachtrecht aan een ander toebehoort.
Het jagen op de domeinen van de Staat, het militair domein inbegrepen, het Gewest, de provincies, de gemeenten, de openbare centra voor maatschappelijk welzijn en de kerkfabrieken is alleen geoorloofd ingevolge een openbare aanbesteding van het jachtrecht. Het recht tot jagen in het Zoniënbos is voorbehouden aan de Kroon.
De Vlaamse Regering kan grotere beheereenheden, die ontstaan als gevolg van de vrijwillige samenvoeging van afzonderlijke jachtterreinen, erkennen als wildbeheereenheden en de werking ervan subsidiëren. De Vlaamse Regering kan de voorwaarden bepalen met betrekking tot deze erkenning en subsidiëring. Deze voorwaarden zijn gericht op een beter wildbeheer, op het natuurbehoud en op een verbeterd toezicht, en hebben onder meer betrekking op het door de wildbeheereenheid op te maken wildbeheerplan.

### Het jachtverlof
Wie met het geweer jaagt, moet het jachtverlof bij zich dragen. Het jachtverlof is persoonlijk; het is maar geldig voor een jaar, te rekenen van 1 juli. Hij die jagend met het geweer wordt aangetroffen en geen jachtverlof kan voorleggen binnen 48 uur, wordt ambtshalve veroordeeld tot betaling van het bedrag van de belasting die verschuldigd is voor het jachtverlof en door het strafbare feit is ontdoken.

### De jachtmiddelen
Het is te allen tijde verboden gebruik te maken van netten, strikken, stroppen, lokaas, giftige stoffen en van enig ander tuig geschikt om jaagbaar wild te vangen, te doden of om het vangen of doden van dat wild te vergemakkelijken. Het vervoer en het bij zich houden van de voormelde tuigen is ook verboden. Uitzondering vormen : buidels voor het vangen van konijnen; tuigen die de eigenaar of zijn rechthebbende met machtiging van de Vlaamse regering gebruikt om in zijn bossen voor de teelt bestemde fazanten te vangen; met wetenschappelijke doeleinden gebruikte vangtuigen binnen de perken en onder de voorwaarden die door de Vlaamse regering worden vastgesteld.
De Vlaamse regering kan in het gehele of een gedeelte van het grondgebied van het Vlaamse Gewest een regeling treffen voor het gebruik van projectielen, tuigen, toestellen of procedés ter uitvoering van de jacht.

Jachtwapens en munitie

Op basis van diverse wettelijke beschikkingen andere dan het jachtdecreet, heeft de Vlaamse Regering een Besluit uitgevaardigd dat het gebruik van jachtwapens en munitie regelt in het Vlaamse Gewest. Dit Besluit verbiedt voor jachtdoeleinden aan te wenden : (a) semiautomatische of automatische geweren waarvan het magazijn meer dan twee patronen kan bevatten; (b) geweren, voorzien van kunstmatige lichtbronnen of voorzieningen om de prooi te verlichten; (c) geweren, voorzien van een vizier met beeldomzetter of een elektronische beeldversterker of elk ander instrument om ‘s nachts te schieten; (d) geweren voorzien van een geluiddemper; (e) pistolen, automatische pistolen, machinepistolen en revolvers; (f) machinegeweren.
Het gebiedt enkel volgende wapens te gebruiken : (a) geweren met gladde loop van ten minste het kaliber 32 en ten hoogste 12; (2) geweren met getrokken loop met een nominaal kaliber van minstens .22 Engelse duim of 5,6 mm; (c) geweren met gladde en getrokken loop die elk beantwoorden aan de hierboven gestelde grenzen voor een gladde respectievelijk getrokken loop.
Bij het jagen met geweren of voor het doden of afmaken van het desbetreffende wild mag slechts van welomschreven munitie gebruikgemaakt worden en dit in functie van de categorieën wild.
Het gebruik van loodhagel en zinkhagel is verboden. Dit omwille van het milieu- en natuurbehoud.

### Bestrijding van het wild
Het is verboden op enigerlei wijze te jagen buiten de door de Vlaamse regering bepaalde tijden, onverminderd het recht van de eigenaar of de grondgebruiker om jaagbaar wild dat schade toebrengt aan zijn gewassen, teelten, bossen of eigendommen terug te drijven. De eigenaar of de grondgebruiker mag zijn inwonende familieleden daarmede belasten. Indien de eigenaar of de grondgebruiker kan aantonen dat geen andere bevredigende oplossing bestaat, kan hij het jaagbaar wild eveneens doden of laten doden onder bepaalde voorwaarden.
De grondgebruiker en de personen aan wie hij daartoe de opdracht geeft mogen te allen tijde wilde konijnen vangen en doden, mits wordt voldaan aan de voorgeschreven voorwaarden. Bovendien wordt bij besluit van de Vlaamse regering bepaald welke verdelgingsmiddelen en tuigen de grondgebruiker, mag aanwenden. De houder van het jachtrecht of zijn gemachtigde mag, indien hij voorzien is van een jachtverlof, te allen tijde, een uur voor de officiële zonsopgang en een uur na de officiële zonsondergang, konijnen op de loer schieten.
Het is verboden, behoudens machtiging van de Vlaamse regering, levende wilde konijnen of vossen uit te zetten, te verkopen, te kopen, te koop te stellen, te vervoeren of te venten met welk middel ook.
Het is verboden om afsluitingen, die geplaatst zijn om het in- en uitgaan van wilde konijnen te beletten, kwaadwillig te vernielen of te beschadigen. Het is ook verboden om kwaadwillig in die afsluitingen een opening te maken of het doorgaan van konijnen door, onder of boven de afsluitingen op enigerlei wijze te vergemakkelijken.

### Wildschade
De vergoeding van de belangrijke wildschade wordt vastgesteld volgens de gewone rechtsregels. Onder wildschade wordt verstaan: de volledige schade veroorzaakt door de dieren die behoren tot de in dit decreet aldus genoemde soorten.
Op verzoek van eigenaars van gronden waarvan de aaneengesloten oppervlakte kleiner is dan veertig hectare, kan de houder van het jachtrecht van het aangrenzende jachtterrein bij afwezigheid van een minnelijke regeling, verplicht worden het jachtrecht op eerstvernoemde gronden te verwerven, zulks nadat de Vlaamse regering of de door haar aangestelde ambtenaar of de beheerder van de wildbeheerseenheid deze verwerving opportuun oordeelt in het kader van de doelstellingen van dit decreet en de voorwaarden heeft vastgesteld.
De belangrijke wildschade wordt, in die mate dat de schade redelijkerwijze niet kon worden voorkomen, vergoed door het Fonds voor Preventie en Sanering inzake Leefmilieu en Natuur in elk van de volgende gevallen : indien de schade veroorzaakt is door wild waarop de jacht het gehele voorbije jaar niet geopend was en waarvan ook de bestrijding niet werd toegelaten, telkens op de percelen waar de schade geleden is; indien de schade veroorzaakt is door wild afkomstig uit een bos- of natuurreservaat of een door de Vlaamse Regering om natuurbehoudsredenen afgebakend gebied, waarin de jacht op dat wild het gehele voorbije jaar niet geopend was en ook de bestrijding van dat wild niet werd toegelaten.
Op basis van het Wildschadebesluit, een uitvoeringsbesluit van het Jachtdecreet, werd voor de eerste negen maanden 2010 aan 30 landbouwers een totaal bedrag van € 29 000,00 uitbetaald.

### Vervoer en handel in wild
In het gehele of een gedeelte van het grondgebied van het Gewest is het verboden grof wild, klein wild, waterwild en de door de Vlaamse regering aangewezen soorten van het overig wild levend of dood te vervoeren of in de handel te brengen, behalve vanaf de opening tot en met de tiende dag volgend op de sluiting van de jacht op dit wild. De Vlaamse regering kan eveneens de voorwaarden bepalen waaronder het vervoer en de handel van wildsoorten of delen van wildsoorten waarvoor zij een afschotplan gesteld heeft, mogen plaatshebben.
Het is eveneens verboden aan handelaars in eetwaren, traiteurs en restauranthouders het hierboven genoemde wild bij zich te houden, zelfs buiten hun woning, en het is aan iedereen verboden deze wildsoorten te verbergen of bij zich te houden voor rekening van handelaars of trafikanten.
Onder de door de Vlaamse regering voorgeschreven voorwaarden en het door haar geregelde toezicht, is het vervoer, de opslag en de handel van diepgevroren wild geoorloofd buiten de periode vanaf de opening tot en met de tiende dag volgend op de sluiting van de jacht op dit wild.
Het is te allen tijde en overal verboden wild uit te zetten. De Vlaamse regering kan hierop met het oog op het behoud van wildsoorten uitzonderingen toestaan na advies te hebben ingewonnen van de MiNa-Raad. In voorkomend geval stelt ze regels op voor het aantal en de soorten wild, alsmede voor de terreinen

### Het toezicht
Op aanvraag van de aansteller, met akkoord van de aansteller van de andere bijzondere wachters en van de provinciegouverneur en mits begeleid door de houder van het jachtrecht, mag de bijzondere veldwachter zich laten bijstaan door een of twee bijzondere wachters van omliggende gebieden. De identiteit en hoedanigheid van de bijzondere wachters die bijstand mogen verlenen en de aard en de ligging van de goederen die in groepen van ten hoogste drie wachters mogen worden bewaakt, dienen op de aanstellingsakte te worden vermeld en te worden goedgekeurd door de provinciegouverneur. Bijzondere veldwachters zijn wachters aangesteld door bijzondere personen zoals bedoeld in het veldwetboek en in het bosdecreet.
De jagers mogen niet worden ontwapend, behalve in de volgende gevallen: wanneer de verdachte verkleed of gemaskerd is, of weigert zijn naam kenbaar te maken of geen bekende woonplaats heeft; wanneer het misdrijf bij nacht wordt gepleegd; wanneer de verdachte bedreigingen, smaad of geweld pleegt tegen de agenten van het openbaar gezag of van de openbare macht.

### Bijzondere bepalingen
De Vlaamse regering kan, ten behoeve van wetenschappelijk onderzoek verricht door wetenschappelijke instellingen, universiteiten en instellingen van het hoger onderwijs buiten de universiteit of ten behoeve van het natuurbeheer, afwijken van de bepalingen van dit decreet onder de door haar te bepalen voorwaarden en toezicht.
De Vlaamse regering kan alle maatregelen treffen die zij nuttig acht voor de bescherming van alle in het wild levende vogelsoorten andere dan deze als wild vermelde, evenals hun eieren, zelfs uitgeblazen, en van hun jongen. Deze maatregelen kunnen zowel op levende als op dode of geprepareerde vogels betrekking hebben. Het is verboden nesten en broedsels van vogels, gerangschikt bij het wild, weg te nemen of opzettelijk te vernielen, te vervoeren of in de handel te brengen.
De Vlaamse regering kan inzake jacht en vogelbescherming alle vereiste maatregelen treffen voor de uitvoering van bepalingen die voortvloeien uit het Verdrag tot oprichting van de Europese Economische Gemeenschap, gesloten te Rome op 25 maart 1957, uit het Verdrag tot instelling van de Benelux Economische Unie, ondertekend te Den Haag op 3 februari 1958, uit het Verdrag inzake de bescherming van trekkende wilde diersoorten, gedaan te Bonn op 23 juni 1979 en uit het Verdrag inzake het behoud van wilde planten en dieren en hun natuurlijk leefmilieu, ondertekend te Bern op 19 september 1979, en de krachtens die verdragen tot stand gekomen internationale akten.

### Algemene strafbepalingen
Voor dit decreet en haar uitvoeringsbesluiten gebeurt het uitoefenen van toezicht, het opleggen van bestuurlijke maatregelen, het onderzoeken van milieu-inbreuken, het opleggen van bestuurlijke geldboeten, het innen en invorderen van verschuldigde bedragen, het opsporen van milieumisdrijven, het strafrechtelijk sanctioneren van milieumisdrijven en het opleggen van veiligheidsmaatregelen volgens de regels bepaald in het milieuhandhavingsdecreet.